# Atelopus cruciger
Atelopus cruciger är en groddjursart som först beskrevs av Lichtenstein och Martens 1856.  Atelopus cruciger ingår i släktet Atelopus och familjen paddor. Inga underarter finns listade.
Arten förekommer endemisk i en liten kulliga region i norra Venezuela. Det kända utbredningsområdet är 8 km² stort och ligger vid 110 till 310 meter över havet. Utbredningsområdet var fram till 1980-talet betydligt större och paddan hittades även i angränsande bergstrakter. Individerna vistas intill vattendrag i galleriskogar, molnskogar och fuktiga lövfällande skogar. De är dagaktiva och rör sig främst på marken. Ibland klättrar paddan på växter och når två meter ovanför marken. Under den torra perioden besöker arten sandstränder, klippor och områden med växten Cyclanthus bipartitus.
Hannarnas revir överlappar lite vid gränsen men den centrala delen försvaras. Honor kan lägga 400 till 1200 äggs under ett är. Hos exemplar i fångenskap registrerades grodyngel men det hittades inget grodyngel i naturen. Grodyngel av andra arter från samma släkte lever ofta gömd under stenar i vattnet. Allmänt antas att fortplantningen sker på samma sätt som hos andra släktmedlemmar.
Beståndet minskade främst på grund av en svampsjukdom som orsakas av Batrachochytrium dendrobatidis. Den kvarvarande populationen består uppskattningsvis av 450 vuxna exemplar. Den lever i Henri Pittier nationalpark. IUCN kategoriserar arten globalt som akut hotad.